# Campocraspedon caudatus
Campocraspedon caudatus är en stekelart som först beskrevs av Thomson 1890.  Campocraspedon caudatus ingår i släktet Campocraspedon och familjen brokparasitsteklar. Arten är reproducerande i Sverige. Inga underarter finns listade.